# 認知再構成法
認知再構成法（にんちさいこうせいほう、cognitive restructuring、略称：CR）は、多くの精神疾患に共通する認知の歪みの、白か黒かの思考（分裂）、呪術的思考、過度の一般化、拡大解釈、および感情的推論などとして知られる非合理的または非適応的な思考を特定し、反論することを学ぶ心理療法。  
CR は、ソクラテス式質問、思考記録、誘導イメージなどの多くの戦略を採用しており、認知行動療法 (CBT) や理性感情行動療法(REBT) など、多くの心理療法で使用されている。 多くの研究で、CRに基づいた治療法の有効性が実証されている   。

## 概要
認知の再構築は、ある状況への感情を変化させるために、その状況の認知を変更しようとする技法である。アーロン・ベックが開発した認知療法の一つである。認知の再構築を行うと、感情制御に関する前頭前野皮質が活性化する。この技法は、結果を個人の欠点や欠陥と捉えるのではなく、一時的で変更可能な状況を原因とするよう促す。（例：面接で不合格の時に「私には能力がない」を「私の能力と会社が求める能力に違いがあった」と捉え直す）。認知の再構築は、必ずしも喜びや幸福をもたらすものではないが、抑うつの軽減には繋がる。

## 批評
認知再構成法の批評家は、この方法が問題を解決するのではなく、望ましくない考えを無視したり避けたりするだけ、また実生活の訓練が必要なためすぐに効果が出ないと主張している。  その他の批判としては、この方法は機械的で非人間的であり、セラピストとクライアントの関係は無関係であるという点がある。ニール・ジェイコブソンの認知行動療法（CBT）の要素分析では、少なくともうつ病の場合、認知再構築要素は不要であると主張している。 CBTによって行われる認知再構成ではなく、CBTの行動活性化要素が治療に効果的であるとしている。  認知再構成法を使って考え方を変える必要はないと主張する批評家もいる。 